# Masumi Aya
Masumi Aya (綾 真澄), née le 1er janvier 1980, est une athlète japonaise spécialiste du lancer du marteau. 

## Carrière
En fin de carrière, elle remporte une médaille de bronze lors des Championnats d'Asie de Pune.

### Palmarès
| Date | Compétition             | Lieu      | Résultat | Performance |
| ---- | ----------------------- | --------- | -------- | ----------- |
| 2000 | Championnats d'Asie     | Djakarta  | 3e       | 55,97 m     |
| 2001 | Jeux de l'Asie de l'Est | Osaka     | 3e       | 60,27 m     |
| 2002 | Jeux asiatiques         | Busan     | 3e       | 62,18 m     |
| 2003 | Championnats d'Asie     | Manille   | 3e       | 64,04 m     |
| 2006 | Jeux asiatiques         | Doha      | 3e       | 62,67 m     |
| 2009 | Jeux de l'Asie de l'Est | Hong Kong | 2e       | 59,56 m     |
| 2011 | Championnats d'Asie     | Kōbe      | 1re      | 67,19 m     |
| 2013 | Championnats d'Asie     | Pune      | 3e       | 63,41 m     |

### Records
| Épreuve           | Performance | Lieu   | Date         |
| ----------------- | ----------- | ------ | ------------ |
| Lancer du marteau | 67,26 m     | Toyama | 19 août 2006 |